# Hyperhidróza

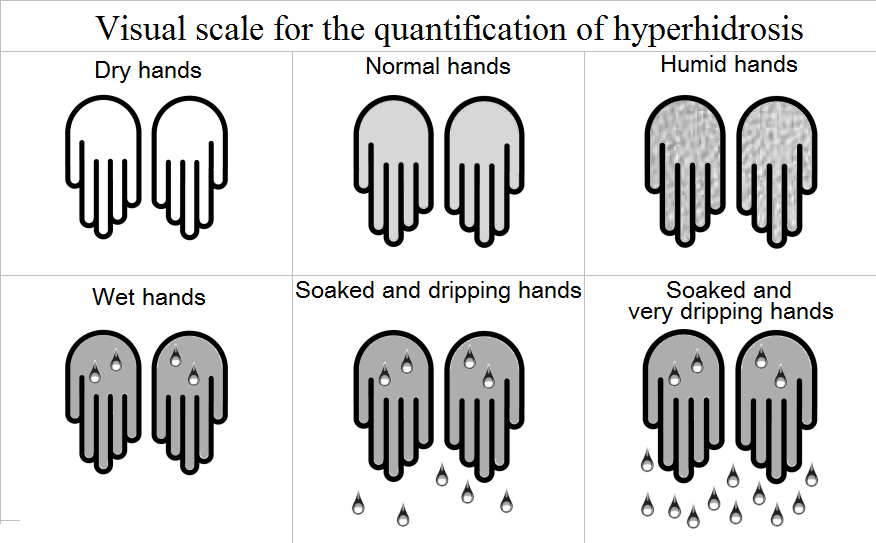
Vizuální ukázka hyperhidrózy rukou zobrazující vlevo nahoře ruce sušší než normální až doprava dolů po nejhorší možný stupeň hyperhidrózy.

Hyperhidróza neboli nadměrné pocení se vyznačuje nadměrným vylučováním potu, než je potřebné k termoregulaci těla. Může se jednat i o 5krát vyšší produkci potu než u člověka, jenž hyperhidrózou netrpí. Klasické antiperspiranty nemají v těchto případech zpravidla žádný znatelný účinek. Příčiny hyperhidrózy jsou nejčastěji dědičnost (jedná se často o vrozenou dispozici), potom se hyperhidróza nazývá hyperhidróza primární. Pokud je hyperhidróza vyvolána nějakými okolními vlivy, jedná se o tzv. hyperhidrózu sekundární. Nejčastěji se setkáváme s první z těchto jmenovaných.
Zvýšené pocení může být buď globálního (po celém těle) nebo lokálního charakteru. Druhý zmíněný případ většinou postihuje i více oblastí lidského těla. Podpaží, ruce, nohy a oblast třísel patří mezi nejaktivnější oblasti pocení vzhledem k relativně vysoké koncentraci potních žláz. Občas se však setkáváme i s hyperhidrózou v oblasti hlavy.
Někteří hyperhidrózu nazývají "tichým handicapem".

## Léčba
Cílem léčby hyperhidrózy není úplně tělu zamezit vylučování potu, nýbrž jej omezit na přijatelnou úroveň pro pacienta. Sekundární hyperhidróza by měla odeznít po léčbě onemocnění, jež ji vyvolalo. Pro primární hyperhidrózu existuje několik možností léčby. Ačkoli některé z nich mohou lidem netrpícím hyperhidrózou připadat jako nepřijatelné, postižení jedinci většinou nemívají problém podstoupit i ty více invazivní a finančně náročnější metody léčby. Těmi nejrozšířenějšími metodami jsou následující:

### Lokální použití
- Antiperspirant
  - zejména se zvýšeným obsahem aktivních látek (často nese označení "klinická síla")
  - nejčastějším vedlejším účinkem je podráždění kůže v místě aplikace
  - kompenzační pocení jinde na těle nelze zcela vyloučit
- Iontoforéza
  - jedna z nejbezpečnějších dostupných efektivních forem léčby
- Botulotoxin
  - většinou velmi efektivní
  - nutnost opakovat proceduru asi každých 3-9 měsíců
  - finančně velmi nákladná
- Odstranění potních žláz
  - zatím dostupné pouze pro oblast podpaží
  - někdy je potřeba proceduru ještě jednou opakovat
  - finančně velmi nákladná, mělo by se však jednat jen o jednorázové finanční zatížení
- Hrudní sympatektomie
  - chirurgický zákrok bez spolehlivé možnosti návratu původního stavu
  - velmi častý výskyt silného kompenzačního pocení jinde na těle (v neléčené oblasti)
  - rizika spojená s podstoupením chirurgického zákroku

### Vnitřní užívání
- Pití čaje z bylin
  - nejpoužívanější rostlinou v této oblasti je Šalvěj lékařská
  - jedná se o přírodní způsob léčby
  - většinou nebývá moc efektivní
- Tablety proti pocení
  - většinou na přírodní bázi
- Anticholinergika
  - užívají se vnitřně
  - jejich primární zaměření není redukce pocení (takové se však již vyvíjí)
  - velmi efektivní pro léčbu hyperhidrózy kdekoli na těle
  - mohou mít rozsáhlé vedlejší účinky

### Ostatní
Následující metody léčby pro primární hyperhidrózu bývají většinou velmi málo efektivní nebo úplně bez efektu:
- Nošení oděvu z přírodních materiálů
- Diety
  - zdravá dieta - pouze produkty přírodního původu
  - bezmléčná dieta - hyperhidróza může být příznakem alergie (v takovém případě se však jedná o sekundární hyperhidrózu)
  - vegetariánská dieta

Ačkoli dnes existuje mnoho metod léčby hyperhidrózy, žádná z těch nejrozšířenějších nevykazuje permanentní účinek nebo léčbu bez žádných rizik vedlejších účinků - většinou se tak jedná pouze o potlačení této nemoci s nemožností ovlivnění jejího vývoje do horších stupňů. Reakce těla na metodu léčby je taky velmi individuální.

## Prognóza
Hyperhidróza vyvolává různé stupně psychosociálních obtíží a tělesného diskomfortu. Nositelem může být velmi negativně pociťována i mírná intenzita pocení, naopak závažné stupně nemusí být vnímány za rušivé. Hyperhidróza může vést k intenzivnějšímu stresu a častějším depresím.
Hyperhidróza se může projevit studenýma a vlhkýma rukama, dehydratací, s možným rozvojem kožní infekce vedoucí až k maceraci kůže.
Nadměrné pocení má dopad na řadu běžných aktivit, jako např. na bezpečný úchop předmětů. Některé fokální hyperhidrózy, při postižení pouze určitých částí těla, vedou nositele k vyhýbaní se tělesnému kontaktu s lidmi, typu podání ruky při setkání. Limitujícím faktorem sociální interakce je také skrývání nežádoucích projevů např. u koláčů potu v podpaží, či pocitům trapnosti. Zejména u závažnějších forem lze aplikovat opakované sprchování k odstranění potu a kontrolovat nežádoucí zápach potu, s nutnou častější výměnou oblečení. Objevit se mohou mykotické, mikrobiální problémy např. akné, lupy, atletická noha (mykóza nohou). Úzkost z uvědomování si sklonu k pocení může nadměrné pocení dále zhoršovat.
Postižení hyperhidrózou mohou být limitování v některých zaměstnáních. Například nadměrné pocení dlaní je rizikovým faktorem pro bezpečný úchop nože. Rovněž tak vede k nepříjemným pocitům až neschopnosti hry na hudební nástroje. Riziko dehydratace je omezujícím faktorem pro práci na pracovištích s velmi vysokou teplotou.